# 貝城歹徒
《貝城歹徒》（英語：The Baytown Outlaws）是一部2012年美國動作喜劇片，由貝瑞·巴特爾斯（Barry Battles，長片導演處女作）執導並與格里芬·胡德（Griffin Hood）合作編劇，主演陣容包括克雷恩·柯洛佛、崔維斯·費米爾、丹尼爾·寇德摩爾、湯瑪士·桑格斯特、安德魯·布瑞格、保羅·韋斯利、柔伊·貝爾、伊娃·朗格莉亞與比利·鮑伯·松頓。在片中，三名鄉巴佬兄弟同意幫助一名婦女從凶惡毒梟手中救出教子，但也讓自己惹上麻煩，成為一群暴徒追殺的目標。
電影原名為《貝城迪斯可》（The Baytown Disco），曾登上2009年劇本黑名單。《貝城歹徒》2012年8月29日在德國奇幻電影節上首映，2013年1月11日在美國有限上映。

## 劇情
在阿拉巴馬州，伍迪兄弟——布瑞克、麥奎恩和林肯在生父死後被當地警長亨利·米拉德扶養成人，並私下從事警長的義警；他們繞過法律體系謀殺罪犯，使該州的犯罪率低於平均水準。在一次襲擊之後，事件的目擊者賽萊斯特找上伍迪兄弟，提供2.5萬美元當酬勞，以從毒梟卡洛斯的手中救出她的教子羅布；三人接受委託。同時，美國菸酒槍炮及爆裂物管理局（ATF）探員安東尼·里斯與米拉德接洽，打算逮捕犯下命案的嫌疑人伍迪兄弟，但米拉德無視了里斯的支援請求。
伍迪兄弟襲擊了卡洛斯的家，殺死了其手下，但未能殺死卡洛斯本人。他們帶走了羅布，才發現對方是坐在輪椅上且無法說話的年輕殘障人士。卡洛斯派出一群摩托女殺手追捕他們；殺手們引誘並分散在酒吧休息的伍迪兄弟，直到林肯察覺羅布被對方一人推走，殺手開始攻擊他們。伍迪兄弟殺死了殺手們，但這場大屠殺最終出現在新聞中，為里斯提供了所需的證據，證明三兄弟是兇手。布瑞克透過電話質問賽萊斯特，賽萊斯特承認羅布來自被卡洛斯殺害的富裕家庭，羅布將在即將到來的18歲生日時繼承一大筆信託基金，卡洛斯企圖以作為羅布的法定監護人身份侵佔該基金。隨後，米拉德在與布瑞克的電話中透露，里斯的證據足以威脅到自己的家庭，所以決定再次與三兄弟分道揚鑣，如果位於德克薩斯州的他們返回阿拉巴馬州，自己將實施逮捕。
儘管羅布無法與伍迪兄弟說話，但三兄弟倆與羅布的關係漸漸親密。麥奎恩建議放棄此任務，但布瑞克這才透露，在麥奎恩出生前，他們曾經有個像羅布這樣的弟弟，經常被他們的父親毆打；直到有一天他醒來，弟弟不見蹤影；這種相似之處使得布瑞克不願意讓卡洛斯重新奪回羅布。另一群開著裝甲車的黑人刺客襲擊了他們，並一度奪走了羅布；林肯跳上車，單槍匹馬地屠殺了車內的所有人，但他受了重傷，兄弟們的車也損壞。一輛路過的廂型車載他們一程，其中一名乘客是護士，處理了林肯的傷口，但他仍然很虛弱。伍迪兄弟帶著羅布在密西西比州維克斯堡下車，等待賽萊斯特並準備卡洛斯接下來的進攻。
里斯發現了一張米拉德與年幼伍迪兄弟合影的老照片，他懷疑大量現金被用來支付兄弟倆的工資。他向米拉德質問，並迫使他自首，以換取刑責較輕的監禁。美洲原住民組成的殺手團襲擊伍迪兄弟，布瑞克和麥奎恩迎敵，留下林肯保護羅布；賽萊斯特在槍林彈雨中與他們會合，米拉德和里斯隨後也趕來現場。殲滅全數敵人後，米拉德和伍迪兄弟被捕。伍迪兄弟提供虛假證詞，好讓賽萊斯特置身事外，以照顧羅布。里斯的成功得到了回報，但也為此被調職管理這片領地，令他非常懊惱。卡洛斯則被賽萊斯特寄來的爆破物包裹炸死。
57個月後，伍迪兄弟出獄，並收到賽萊斯特的來信。信中除了包含承諾的2.5萬美元，賽萊斯特請求前來會面，有其他人需要他們的幫助。同時，羅布還為他們提供了一輛新卡車。

## 演員
- 克雷恩·柯洛佛飾演布瑞克·伍迪（Brick Oodie）
- 崔維斯·費米爾飾演麥奎恩·伍迪（McQueen Oodie）
- 丹尼爾·寇德摩爾飾演林肯·伍迪（Lincoln Oodie）
- 湯瑪士·桑格斯特飾演羅布（Rob）
- 比利·鮑伯·松頓飾演卡洛斯·萊曼（Carlos Lyman）
- 伊娃·朗格莉亞飾演賽萊斯特·馬丁（Celeste Martin）
- 安德魯·布瑞格飾演亨利·米拉德警長（Sheriff Henry Millard）
- 麥克·哈伯特飾演路奇（Lucky）
- 保羅·韋斯利飾演ATF探員安東尼·里斯（ATF Agent Anthony Reese）
- 柔伊·貝爾飾演蘿絲（Rose）
- 胡里奥·奥斯卡·门乔索（英语：Julio Oscar Mechoso）飾演「牧師」（Padre）
- 威廉·O·帕金斯三世（英语：Bill Perkins (businessman)）飾演繆斯（Mewes）
- 安妮絲·布魯克納（英语：Agnes Bruckner）飾演莫娜（Mona）
- 赛琳达·斯旺飾演「潔茲」（"Jez"）
- 趙雅頓飾演安吉爾（Angel）
- 布瑞亚·格兰特飾演潘米（Pammy）
- J·拉羅斯（英语：J. Larose）飾演赫拉庫（Helaku）
- 約翰·麥康諾（英语：John McConnell (actor)）飾演霍金斯議員（Representative Hawkins）
- J·D·艾佛摩（英语：J. D. Evermore）飾演博伊德警官（Officer Boyd）
- 娜塔莉·瑪汀納絲飾演阿麗亞娜（Ariana）

## 外部連結
- 互联网电影数据库（IMDb）上《貝城歹徒》的资料（英文）